# Українське товариство істориків науки
Українське товариство істориків науки — всеукраїнська професійна громадська організація в галузі історії науки та техніки, що має статус комітету при Президії НАН України.
Головною метою Товариства є залучення широких верств науковців та викладачів до активної участі в проведенні історико-наукових досліджень, популяризації історико-наукових знань та діяльності по збереженню історико-наукової спадщини.
Базовою організацією Товариства є Центр досліджень науково-технічного потенціалу та історії науки (ЦДПІН) ім. Г.М. Доброва НАН України.
Разом з Центром Товариство видає щорічник «Нариси з історії природознавства і техніки», проводить численні конфереції з історії науки, техніки та освіти.
Головою Товариства з 1993 р. є завідувач відділом історії науки та техніки ЦДПІН ім. Г.М. Доброва НАН України, доктор фізико-математичних наук, професор Ю.О. Храмов.
Адреса Товариства: 01001, Київ, вул. М. Грушевського, 4, кімн. 627.